# Heteropelma flavitarse
Heteropelma flavitarse är en stekelart som först beskrevs av Brulle 1846.  Heteropelma flavitarse ingår i släktet Heteropelma och familjen brokparasitsteklar. Inga underarter finns listade i Catalogue of Life.